# Racine megye
Racine megye az Amerikai Egyesült Államokban, azon belül Wisconsin államban található. Megyeszékhelye és legnagyobb városa Racine. Lakosainak száma 197 727 fő (2020. április 1.). Racine megye Milwaukee, Ottawa, Allegan, Kenosha, Walworth és Waukesha megyékkel határos.

## Népesség
A megye népességének változása:
| Lakosok száma | 195 403 | 194 933 | 194 716 | 195 041 | 195 080 | 197 727 |
|               | 2010    | 2011    | 2012    | 2013    | 2015    | 2020    |